# Derrière (lied)
Derrière is een lied van de Nederlandse zangeres Famke Louise. Het werd in 2019 als single uitgebracht en stond in 2020 als twaalfde track op het album Next. 

## Achtergrondinformatie
Derrière is geschreven door Julmar Simons, Sofiane Boussaadia, Rino Sambo en Famke Jantina Louise Meijer en geproduceerd door Rino Sambo. Het is een nummer uit de genres nederhop en nederpop. Het is een lied waarin de zangeres zingt over haar succes en de haters die daarbij gepaard zitten. Daarnaast zingt de zangeres in het lied over haar eigen billen, welke ook door de zangeres wordt getoond op de cover van de single. In de bijbehorende videoclip is naast Louise zelf ook de zangeres en actrice Elise Schaap te zien, waarbij ze duidelijk hun okselhaar tonen. Hier maakte de zangeres eerder al een statement over dat okselhaar bij vrouwen genormaliseerd zou moeten worden. De single heeft in Nederland de gouden status.

## Hitnoteringen
De zangeres had succes met het lied in de hitlijsten van Nederland. Het piekte op de achtste plaats van de Single Top 100 en stond vijf weken in deze hitlijst. De Top 40 werd niet bereikt; het lied bleef steken op de eerste plaats van de Tipparade. 